# Єльонек (Пшисуський повіт)
Єльонек (пол. Jelonek) — село в Польщі, у гміні Одживул Пшисуського повіту Мазовецького воєводства.
Населення — 80 осіб (2011).

## Демографія
Демографічна структура станом на 31 березня 2011 року:
|          | Загалом | Допрацездатний вік | Працездатний вік | Постпрацездатний вік |
| -------- | ------- | ------------------ | ---------------- | -------------------- |
| Чоловіки | 44      | 8                  | 25               | 11                   |
| Жінки    | 36      | 9                  | 16               | 11                   |
| Разом    | 80      | 17                 | 41               | 22                   |